# Рубашевский, Владимир Григорьевич
Владимир Григорьевич Рубашевский (28 февраля 1931, Баку — апрель 2024) — советский композитор, пианист и дирижёр. Заслуженный деятель искусств РСФСР (1990).

## Биография
Окончил Бакинскую консерваторию по классу виолончели. В 1951—1953 годах обучался там же по классу композиции К. Караева.
В 1954 году стажировался в Гнесинском училище у А. Хачатуряна.
Сотрудничал в Мосэстраде, руководил эстрадными инструментальными ансамблями, принимал участие в создании квартета «Аккорд», рекомендовал в состав четвёртого участника, Вадима Лынковского. Получившийся квартет получил название «Аккорд».
В. Рубашевский в 1955 году создал Первый Московский диксиленд и руководил им по 1957 год.
Главный дирижёр Московского мюзик-холла (1961—1972), с успехом гастролировавшего по всему СССР, многим странам Европы, США, Канаде, два концертных сезона дирижировал оркестром знаменитой парижской «Олимпии».
Сочинил несколько десятков инструментальных композиций, семь мюзиклов, мини-оперу «Конец Казановы», музыку к спектаклям, детским радиопостановкам и к 25 кинофильмам, более 100 песен, многие из которых были впервые исполнены его супругой Марией Лукач.
Его песни вошли в репертуар многих известных исполнителей — Г. Ненашевой, Л. Долиной, Н. Брегвадзе, И. Кобзона, Э. Горовца, З. Тутова, В. Толкуновой, В. Мулермана и др.
В 1994 году вместе с женой, эстрадной певицей Марией Лукач, эмигрировал в Израиль, где продолжал выступать.
27 апреля 2024 года стало известно о смерти композитора.

## Композитор

### Фильмография
- 1969 Мой брат (короткометражный)
- 1980 Автородео (короткометражный)
- 1980 Метаморфоза (мультипликационный)
- 1980 Нокаут (мультипликационный)
- 1983 Подарок
- 1983 Витя Глушаков — друг апачей
- 1984 Всадник, которого ждут
- 1985 Свадьба старшего брата
- 1985 Самая обаятельная и привлекательная
- 1986 Кино нашего детства (документальный)
- 1992 Одна на миллион
- 1995 Дорога на край жизни

### Песни
Без любви слова (В. Харитонов) — Мария Лукач

Была весна (И. Резник) — Галина Ненашева

Бумажный кораблик (И. Кашежева) — Мария Лукач

Бывает (С. Карнеев) — Мария Лукач и Леонид Бергер

В каждой жизни свои пути (П. Синявский) — Татьяна Рузавина и Сергей Таюшев

Возвращение любви (В. Лазарев) — Мария Лукач

Всё пройдёт (М. Танич) — Мария Лукач

Где мой суженный (И. Кашежева) — Мария Лукач

Девочка и дождь (И. Кашежева) — Мария Лукач

Жизнь (И. Кашежева) — Галина Ненашева

Жил-был когда-то человек (Р. Сеф) — Мария Лукач

Зима моей любви (И. Кашежева) — Евгений Головин

Как была я неправа (И. Кашежева) — Мария Лукач

Композиция «Скажите, почему» — Мария Лукач

Лёд на Неве (И. Кашежева) — Мария Лукач

Любовь (И. Кашежева) — Мария Лукач

Любовь моя, Москва (Э. Радов) — Эмиль Горовец

Мир для нас (С. Карнеев) — М. Лукач, Л. Бергер, Ю. Петерсон, М. Витебский

Мой январь (И. Кашежева) — Мария Лукач

Муравей (П. Синявский) — Мария Лукач

Наша жизнь (И. Кашежева) — Галина Ненашева

Очень любят все ребята (П. Синявский) — Мария Лукач

Песня о счастье (В. Шлёнский) — Ирина Муравьёва

Пингвин (П. Синявский) — Мария Лукач

Подарок (И. Кашежева) — Мария Лукач

Позови меня на свадьбу (И. Кашежева) — Мария Лукач

Попугай (П. Синявский) — Мария Лукач

Поют и танцуют друзья (Б. Брянский) — Мария Лукач

Прилетай в Сибирь (Л. Куксо) — ВИА «Сибирью рождённые»

Серый мышонок Тарасик (Н. Матвеева) — Мария Лукач

Скромный ужин (Ю. Гарин) — Мария Лукач

Снега России (И. Кашежева) — Вадим Мулерман

Сто дорог (Б. Брянский) — Мария Лукач

Столяр гулял (Р. Сеф) — Мария Лукач

Сын полка (Л. Куксо) — Юрий Богатиков

Туристская песенка (Б.Брянский) — Мария Лукач, Вокальный кварет «Улыбка»

Тяп-ляп (М. Райкин) — Мария Лукач

Успевайте, люди (И. Кашежева) — Мария Лукач

Чарльстон (О. Гаджикасимов) — Ирина Бржевская

Черепаха (П. Синявский) — Мария Лукач

Цирк шапито (П. Синявский) — Мария Лукач

Я тебя люблю (С. Карнеев) — Леонид Бергер

## Семья
Жена — Мария Лукач, певица.